# Physocalyx
Physocalyx é um género botânico pertencente à família Orobanchaceae.

## Espécies
| - Physocalyx aurantiacus - Physocalyx dentatus - Physocalyx edulis - Physocalyx major | - Physocalyx minor - Physocalyx rhinanthoides - Physocalyx scaberrimus |